# Москва слезам не верит. Всё только начинается
«Москва слезам не верит. Всё только начинается» — предстоящий мини-сериал режиссёров Жоры Крыжовникова и Ольги Долматовской, переосмысление одноимённого советского фильма. В главных ролях задействованы Анастасия Талызина, Тина Стойилкович, Иван Янковский, Андрей Максимов и Андрей Бурковский. Премьера сериала состоится осенью 2025 года на стриминговом сервисе Wink.

## Сюжет
Сюжет посвящён трём подругам. В начале 2000-х Ксюша приезжает покорять Москву с малолетним ребёнком на руках, сбежав от преследований мужа-абьюзера. В столице она заводит новых подруг — студентку медицинского Олю и взбалмошную Машу, мечтающую выйти замуж за иностранца и уехать за границу. Спустя 20 лет судьба дарит подругам ещё один шанс на счастье.

## В ролях
- Анастасия Талызина — Оля, подруга Ксюши, студентка медицинского
  - Юлия Топольницкая — повзрослевшая Оля
- Мария Камова — Маша, подруга Ксюши, тусовщица, мечтает выйти замуж за иностранца
  - Валерия Астапова — повзрослевшая Маша
- Тина Стойилкович — Ксюша, молодая мать, приехавшая покорять Москву
  - Марина Александрова — повзрослевшая Ксюша
- Рузиль Минекаев — 23-летний сын Ксюши
- Иван Янковский — Влад, музыкальный продюсер
- Андрей Максимов
- Андрей Бурковский
- Милош Бикович
- Фёдор Бондарчук
- Семён Дорин
- Филипп Дорин
- Иван Филиппов
- Мария Канунникова
- Екатерина Шмакова
- Марина Зудина
- Анастасия Красовская
- Антон Васильев
- Слава Копейкин
- Дэниэл Барнс
- Полина Гухман
- Алёна Долголенко
- Александра Ревенко
- Владислав Тирон
- Анна Невская
- Валентин Анциферов
- Александр Метёлкин
- Dj Грув
- Сергей Зверев
- Андрей Григорьев-Апполонов
- Анастасия Добрынина
- Иван Зайковский

## Производство
Проект создается кинокомпанией «Водород» и «НМГ Студией» при поддержке Института развития интернета (АНО «ИРИ»). Жора Крыжовников выступает шоураннером сериала, сценаристом, продюсером, а также одним из режиссёров. Вместе с Крыжовниковым место режиссера разделила Ольга Долматовская. Проект будет состоять из восьми серий. Премьера сериала состоится эксклюзивно в онлайн-кинотеатре Wink, после чего проект выйдет в эфире телеканала СТС.
Съёмки сериала стартовали в сентябре 2024-го года и проходили до апреля 2025-го. Большая часть съёмок велась в Москве на известных локациях — РАМТ, высотка на Котельнической набережной, телецентр «Останкино». Музыкальные номера сериала снимали в кинопарке «Москино» на натурных площадках «Ковбойский городок» и «Провинциальные города Европы». Ремейк «культовой оскароносной ленты» стал мюзиклом (так, в одной из сцен в кадре появятся около 200 танцоров).